# ディプレ (記号)
ディプレ（古代ギリシア語: διπλῆ, diple）は、古代ギリシアの筆記において、文章中で注意を引かせたい箇所に傍注として書かれた、"＞"に似た記号である。ある意味では、その用法は現代における引用符に似ていた。フランス語の引用に使用されるギユメ (« »)は、この記号から派生したものである。ディプレとは英語のdoubleに相当する単語で、記号の中に線が2本あることによる。
神学者イシドールスは著書『語源論』(I.21.13)において、ディプレは聖書からの引用を示すために使われたと記述している。彼はまた、別の概念に注意を引くために使用されたdiple peri strichon（またはsticon）と、疑わしい一節であることを示すのに使われるdiple periestigmeneについても記述している。イシドールスによると、diple obolismeneは喜劇と悲劇の文章を分離するために使われたもので、その使用法はパラグラフォスと同様だった。